# Mr. Bevis
Mr. Bevis este episodul 33 al serialului american Zona crepusculară. A fost difuzat pentru prima dată pe 3 iunie 1960 pe CBS. Acest episod este unul dintre cele patru, a cărui introducere include „ochiul clipitor” și primul care utilizează narațiunea prezentă în toate episoadele din sezoanele 2 și 3. Episodul urma să fie episodul pilot al unui serial, însă ideea a fost abandonată.

## Intriga
Domnul Bevis își pierde slujba, primește amenzi de circulație și este evacuat din apartamentul său - toate într-o singură zi. În aceeași zi, Bevis este întâmpinat și ocrotit de îngerul său păzitor - J. Hardy Hempstead. Acesta îi oferă șansa de a retrăi ziua actuală, însă de data asta este un muncitor serios, chiria îi este plătită și vechea sa mașină, un Rickenbacker⁠(d) din 1924, este înlocuită cu o mașina sport Austin-Healey⁠(d).
Există însă o surpriză. Pentru a obține această versiune a vieții sale, Bevis trebuie să realizeze niște schimbări: fără haine ciudate, fără muzică la țiteră și nu mai este naivul simpatic al cartierului. Conștient că toate aceste lucruri îl fac fericit, Bevis își cere vechea viață înapoi. Hempstead îi respectă dorința, însă îl avertizează că va rămâne șomer, fără mașina și fără locuință. Totuși, impresionat probabil de modul afectuos în care localnicii îl tratează pe Bevis și de bunătatea înnăscută a omului, îngerul îi recuperează vechea mașină.
În scena finală, domnul Bevis își termină al cincilea pahar de whisky și plătește cei 5 dolari cu o singură bancnotă. Părăsește barul, iar lângă mașina sa parcată în fața unui hidrant, se află un polițist care îi redactează o amendă. În următorul moment, hidrantul dispare brusc și reapare lângă motocicleta polițistului. „J. Hardy Hempstead” îl veghează în continuare pe Bevis.